# James Shoolbred
James Shoolbred and Company was een stoffenwinkel en later een warenhuis, gelegen aan Tottenham Court Road, Londen.
James Shoolbred and Co. (ook bekend als Jas Shoolbred) werd opgericht in de jaren 1820 op 155 Tottenham Court Road. Het was oorspronkelijk een stoffenhandelaar die de meubelhandel bevoorraadde. Aan het eind van de jaren 1860, begin 1870 begon het bedrijf met het ontwerpen, vervaardigen en verkopen van meubelen van hoge kwaliteit. De verfijnde ontwerpen verwezen naar de Regency-esthetiek, geïnspireerd op oude Griekse en Romeinse stijlen.
De verkoopcatalogus van het bedrijf was 'een gids voor goede smaak' en bevatte handreikingen voor Victoriaanse huiseigenaren hoe ze hun interieur kunnen samenstellen om een gewenste esthetiek te bereiken. In de jaren 1880 had Shoolbred het eerste grote warenhuis van de stad geopend op Tottenham Court Road, Londen. Halverwege de jaren 1880 kreeg Schoolbred een Royal Warrant.
Het bedrijf beëindigde zijn activiteiten in 1931.